# Patrick Abrial
Pour les articles homonymes, voir Abrial.
Patrick Abrial est un chanteur, auteur, compositeur, designer sonore français, né le 29 septembre 1946 à Paris.

## Biographie
À ses débuts, en 1966, il propose surtout des ballades folk, dont les titres Chanson pour Marie et Fétiche en 1969 connurent un beau succès. Progressivement il évolue vers la chanson rock. L'apogée de cette démarche étant son dernier album : La fille du boucher, paru en 1982.
Entre-temps, il produit notamment deux albums marquants : 
- Condamné Amour en 1976, l'album de la maturité et dont la  chanson éponyme accompagnée à l'harmonium est une combinaison à mi-chemin entre Léo Ferré et Mama Béa[réf. nécessaire]. Le titre Requiem pour un roi fou est une version librement adaptée de Le roi se meurt de Ionesco.

- Mannderly en 1977 (avec "Stratageme Group") dont Babylone, le titre phare, Le Pacifique Jojo, visiblement inspiré par Jacques Brel[réf. nécessaire], Pour la millième fois, ballade folk qui renoue quelque peu avec ses chansons originelles, en sont les titres les plus marquants.

Par la suite, en 1981, il évolue vers un style plus moderne avec l'album Vidéo, opus original et très personnel.  
Son parcours couvre divers styles du rock ; en commençant par la ballade folk, en poursuivant avec la chanson à texte, flirtant avec le rock progressif, puis la chanson rock (façon  Higelin ,  Couture...) pour finir vers un rock plus affirmé (avec, notamment, son fils Thibault Abrial qui fut, entre autres, guitariste du groupe  Trust ).      
Depuis lors, Abrial se consacre essentiellement à la production de musiques de films ou de spectacles. Il intervient parfois lui-même comme acteur notamment au  festival Off d'Avignon.
En 1995, il sort un album mettant en musique les Fables de La Fontaine dans des styles modernes, mais le nom Abrial n'apparaît pas sur la couverture de ce CD (réédité en 1996 sous le titre Les Fables de La Fontaine - Versions originales). 
Depuis une vingtaine d'années, avec son fils Thibault Abrial, il compose, réalise et arrange pour d'autres artistes...
En 2015, il revient à la scène, en duo avec le guitariste Jye. Il renoue avec ce qui lui ressemble le plus : un esprit blues, une énergie rock, une pureté rebelle qui ne renie en rien un certain romantisme. Il participe aux Francofolies de La Rochelle où il rencontre un beau succès. Un nouvel album intitulé L'Arnaque, en duo avec Jye, paraît le 4 mai 2018. 
En 35 ans d'activité, à l'instar d'un Serge Gainsbourg, il épouse la plupart des styles musicaux de la ballade folk au hard-rock, sans véritable reconnaissance médiatique. Il creuse, peu à peu, de façon plus ou moins solitaire, son sillon tout en créant son noyau de fidèles. Après avoir quitté la scène pendant plus de 30 ans, il revient en réinterprétant ses anciens titres et en en créant de nouveaux, en collaboration avec le guitariste Jye,,,.

## Discographie

### 45 tours 4 titres
- 1966 : Chanson pour / Sylvie / Le monde à l'envers / Rêve
- 1966 : Mister James Brown / Solitude / Le croc'Odile / Le vent m'a dit
- 1967 : Adagio pour un amour / San Pedro / J'aurais voulu être Verlaine / Histoire d'un amour

### 45 tours 2 titres
- 1966 : Mister James Brown / Le croc'Odile
- 1967 : Si tu étais une fleur / Je vous prête mes yeux
- 1968 : Brebis galeuse / Mini-moineau
- 1969 : Chanson pour Marie / Fétiche
- 1970 : Ma jeunesse passée / Le bouton de culotte
- 1971: Petite Isabelle / Vu du dehors, vu du dedans
- 1971 : Graine de poète, gueule de Gaulois / Marion
- 1972 : Comme au poker / Les pelles mécaniques
- 1972 : Le roman de Renart (livre-disque Casterman
- 1972 : Le slag : machine / Le slag ! solution
- 1982 : Anastasia / Les anges de l'enfer (sous le nom de Abrial's)

### EP virtuels
- 2021 : Mots de tête (Mal à la tête / Boulevard du crime / Mon Gabin / Je suis le loup / La cinquième saison / Mal à la tête [Version rock])
- 2022 : Abrial & Jye - EP•2022 (Chanson pour Marie [radio edit 2022] / Au bout du monde / Le vieil indien / Chanson pour Marie 2022)

### Albums live
- 2022 : New morning (La Chanson de Prévert / Fétiche / Grand-Mère / Condamné Amour / Écoute Petit / La petite Jeanne / Les souvenirs du futur / Il nous faut regarder / Requiem pour un Roi fou / Le testament / Bonus1 Au bout du monde / Bonus2 Le vieil indien / Bonus3 Chansonn pour Marie)

### Compilations
- 2018 : Intégrale, en version numérique téléchargeable (10 albums + Et pour quelques chansons de plus reprenant les 45 tours, ainsi qu'un inédit La roue de la vie)
- 2018 : Les souvenirs du futur

## Théâtre
- 1974 : Baal de Bertolt Brecht, mise en scène François Joxe, Théâtre de la Plaine
- 1987 : La Taupe de Robert Lamoureux, mise en scène Francis Joffo, Théâtre Antoine